# Форт-Макдауэлл
Форт-Макдауэлл (англ. Fort McDowell Yavapai Nation Reservation) — индейская резервация племён тонто и явапаи, расположенная на Юго-Западе США в центральной части штата Аризона.

## История
Резервация была официально создана 15 сентября 1903 года указом президента США Теодора Рузвельта для юго-восточных явапаев на территории бывшего военного поста. Форт-Макдауэлл представляет собой небольшой участок земли, который ранее был исконной территорией племён квевкепайя-явапаи и южных тонто, охотившихся и собирающих пищу на обширной территории пустынных низменностей и гор Аризоны.

## География
Резервация расположена  на Юго-Западе США в центре Аризоны в округе Марикопа, примерно в 37 км к северо-востоку от города Финикса.
Общая площадь резервации составляет 100,848 км², из них 99,913 км² приходится на сушу и 0,935 км² — на воду. Административным центром резервации является город Фаунтин-Хиллс.

## Демография
По данным федеральной переписи населения 2010 года в резервации проживало 971 человек.
Согласно федеральной переписи населения 2020 года в резервации проживало 1 152 человека, насчитывалось 314 домашних хозяйств и 347 жилых домов. Средний доход на одно домашнее хозяйство в индейской резервации составлял 49 844 доллара США. Около 21,7 % всего населения находились за чертой бедности, в том числе 19,6 % тех, кому ещё не исполнилось 18 лет, и 12 % старше 65 лет.
Расовый состав распределился следующим образом: белые — 79 чел., афроамериканцы — 2 чел., коренные американцы (индейцы США) — 950 чел., азиаты — 1 чел., океанийцы — 0 чел., представители других рас — 39 чел., представители двух или более рас — 81 человек; испаноязычные или латиноамериканцы любой расы составили 156 человек. Плотность населения составляла 11,42 чел./км².

## Комментарии
1. ↑  В состав резервации входит часть населённого пункта.